# Linea Wakayama
La linea Wakayama (和歌山線?, Wakayama-sen) è una ferrovia regionale a scartamento ridotto che passa per le prefetture di Nara e Wakayama in Giappone, gestita dalla West Japan Railway Company (JR West). La ferrovia collega la stazione di Ōji con quella di Wakayama.

## Stazioni
| Stazione      | Giapponese | Distanza | Rapido (arancio) | Rapido (verde) | Collegamenti | Posizione                   | Posizione |
| ------------- | ---------- | -------- | ---------------- | -------------- | --- | --------------------------- | --------- |
| Ōji           | 王寺       | 0.0      |                  | ●              | ■ Linea principale Kansai (Linea Yamatoji) ● Linea Kintetsu Ikoma ● Linea Kintetsu Tawaramoto (Stazione di Shin-Ōji) | Ōji Kitakatsuragi           | Nara      |
| Hatakeda      | 畠田       | 2.6      |                  | ●              | | Ōji Kitakatsuragi           | Nara      |
| Shizumi       | 志都美     | 4.5      |                  | ●              | | Kashiba                     | Nara      |
| Kashiba       | 香芝       | 6.6      |                  | ●              | ● Linea Kintetsu Ōsaka (Stazione di Kintetsu Shimoda)                                                                | Kashiba                     | Nara      |
| JR Goidō      | JR五位堂   | 8.7      |                  | ●              | | Kashiba                     | Nara      |
| Takada        | 高田       | 11.5     |                  | ●              | ■ Linea Sakurai ● Linea Kintetsu Ōsaka (Stazione di Yamato-Takada)                                                   | Yamatotakada                | Nara      |
| Yamato-Shinjō | 大和新庄   | 14.9     |                  | ●              | | Katsuragi                   | Nara      |
| Gose          | 御所       | 17.6     |                  | ●              | ● Linea Kintetsu Gose (Stazione di Kintetsu Gose)                                                                    | Gose                        | Nara      |
| Tamade        | 玉手       | 19.4     |                  | ●              | | Gose                        | Nara      |
| Wakigami      | 掖上       | 20.9     |                  | ●              | | Gose                        | Nara      |
| Yoshinoguchi  | 吉野口     | 24.9     |                  | ●              | ● Linea Kintetsu Yoshino                                                                                             | Gose                        | Nara      |
| Kitauchi      | 北宇智     | 31.5     |                  | ●              | | Gojō                        | Nara      |
| Gojō          | 五条       | 35.4     | ●                | ●              | | Gojō                        | Nara      |
| Yamato-Futami | 大和二見   | 37.1     | ●                |                | | Gojō                        | Nara      |
| Suda          | 隅田       | 41.1     | ●                |                | | Hashimoto                   | Wakayama  |
| Shimohyōgo    | 下兵庫     | 43.2     | ●                |                | | Hashimoto                   | Wakayama  |
| Hashimoto     | 橋本       | 45.1     | ●                |                | ● Linea Nankai Kōya                                                                                                  | Hashimoto                   | Wakayama  |
| Kii-Yamada    | 紀伊山田   | 48.0     | ●                |                | | Hashimoto                   | Wakayama  |
| Kōyaguchi     | 高野口     | 50.6     | ●                |                | | Hashimoto                   | Wakayama  |
| Nakaiburi     | 中飯降     | 53.0     | ●                |                | | Katsuragi, Distretto di Ito | Wakayama  |
| Myōji         | 妙寺       | 54.6     | ●                |                | | Katsuragi, Distretto di Ito | Wakayama  |
| Ōtani         | 大谷       | 56.7     | ●                |                | | Katsuragi, Distretto di Ito | Wakayama  |
| Kaseda        | 笠田       | 58.2     | ●                |                | | Katsuragi, Distretto di Ito | Wakayama  |
| Nishi-Kaseda  | 西笠田     | 61.3     | ●                |                | | Katsuragi, Distretto di Ito | Wakayama  |
| Nate          | 名手       | 63.2     | ●                |                | | Kinokawa                    | Wakayama  |
| Kokawa        | 粉河       | 66.0     | ●                |                | | Kinokawa                    | Wakayama  |
| Kii-Nagata    | 紀伊長田   | 67.2     | ｜               |                | | Kinokawa                    | Wakayama  |
| Uchita        | 打田       | 69.8     | ●                |                | | Kinokawa                    | Wakayama  |
| Shimoisaka    | 下井阪     | 72.0     | ｜               |                | | Kinokawa                    | Wakayama  |
| Iwade         | 岩出       | 74.2     | ●                |                | | Iwade                       | Wakayama  |
| Funato        | 船戸       | 75.3     | ｜               |                | | Iwade                       | Wakayama  |
| Kii-Ogura     | 紀伊小倉   | 77.6     | ｜               |                | | Wakayama                    | Wakayama  |
| Hoshiya       | 布施屋     | 79.9     | ｜               |                | | Wakayama                    | Wakayama  |
| Senda         | 千旦       | 81.4     | ｜               |                | | Wakayama                    | Wakayama  |
| Tainose       | 田井ノ瀬   | 82.9     | ｜               |                | | Wakayama                    | Wakayama  |
| Wakayama      | 和歌山     | 87.5     | ●                |                | ■ Linea Hanwa ■ Linea principale Kisei Linea Kishigawa                                                               | Wakayama                    | Wakayama  |